# ريتشارد غود
ريتشارد غود (بالإنجليزية: Richard Goode)‏ هو أستاذ جامعي وعازف بيانو أمريكي، ولد في 1 يونيو 1943 في ذا برونكس في الولايات المتحدة.

## وصلات خارجية
- ريتشارد غود على موقع ميوزك برينز (الإنجليزية)
- ريتشارد غود على موقع أول ميوزيك (الإنجليزية)
- ريتشارد غود على موقع ديسكوغز (الإنجليزية)